# Rubén Gómez Peris
Rubén Gómez Peris (Alcira, 24 de enero de 2002) es un futbolista español que juega como guardameta en el Villarreal CF "B" de la Segunda División de España.

## Trayectoria
Nacido en Alcira, se une al fútbol base del Valencia CF en 2010 procedente de la UD Alzira. Deja el club en 2016 y pasa un año en el CF Promeses Sueca antes de regresar a la UD Alzira en 2017.
En 2019 se une al Villarreal CFy pasa su primera temporada con el club afiliado CD Roda. Debuta con el Villarreal "C" a la temporada siguiente el 7 de febrero de 2021 al entrar como suplente en la primera mitad tras la expulsión del guardameta titular en un empate por 0-0 frente al CD Benicarló en la Tercera División.
En 2023, tras establecerse como titular en el Villarreal "C", renueva su contrato y asciende al filial en la Segunda División de España.Debuta el 3 de febrero de 2024 en una derrota por 3-0 frente al CD Mirandés.

## Clubes
Actualizado al último partido disputado el 3 de febrero de 2024.
| Club              | País   | Año       | Partidos |
| ----------------- | ------ | --------- | -------- |
| Villarreal CF "C" | España | 2021-2023 | 41       |
| Villarreal CF "B" | España | 2023-act. | 1        |